# NGC 4421
NGC 4421 este o galaxie lenticulară situată în constelația Părul Berenicei. A fost descoperită în 21 martie 1784 de către William Herschel. Se află la o distanță de 16,5 megaparseci de Pământ.